# Église Notre-Dame-des-Victoires de Trouville-sur-Mer
L'église Notre-Dame-des-Victoires est une église catholique située à Trouville-sur-Mer dans le Calvados. Autrefois église paroissiale, elle est désormais une église-relais de la paroisse Saint-Thomas de Touques.

## Description
L'église est construite par l'architecte Desplen de 1834 à 1848 en style néo-classique, selon un plan de croix latine. Les bas-côtés sont séparés de la nef par des colonnes d'ordre toscan. Elle se termine par un chevet polygonal.
La façade présente un fronton triangulaire au-dessus du portail en plein cintre du milieu, encadré de deux colonnes adossées. Le deuxième niveau de la façade est percé de quatre niches, tandis que le troisième niveau présente une grande niche en demi-lune obstruée, surmontée d'un fronton triangulaire. Un clocher polygonal, couronné d'une flèche, surplombe la croisée du transept.
L'église possède un orgue de tribune de Cavaillé-Coll installé en 1870 et restauré en 1987 et un orgue de chœur, également de Cavaillé-Coll, d’une qualité sonore remarquable, construit en 1894. Ce dernier possède neuf jeux sur deux claviers et pédalier. Il a fait l'objet d'un relevage en 2016. Le compositeur Édouard Devernay y fut organiste titulaire de 1912 à 1952.
Une grande fresque sous la tribune représentant Jésus en train de prêcher et une fresque dans la chapelle axiale représentant le Couronnement de Notre Dame, ainsi que divers tableaux de style néo-classique. Des petites fresques représentent l'enfance de Jésus (Nativité, Adoration des Rois mages, Jésus adolescent prêchant au Temple, etc.) et les apôtres sont figurés au-dessus des arcades du chœur.

## Restauration
L'église est partiellement restaurée en 2016.
Présentant toujours un état de dégradation avancée, l'église doit subir de nouveaux travaux de restauration d'une durée de 3 ans à partir d'octobre 2023. Cette même année, elle fait partie des sites retenus pour le loto du patrimoine et une dotation de 280 000 € est allouée au projet de restauration (le coût total des travaux étant estimé à 4 239 940 €).

## Galerie

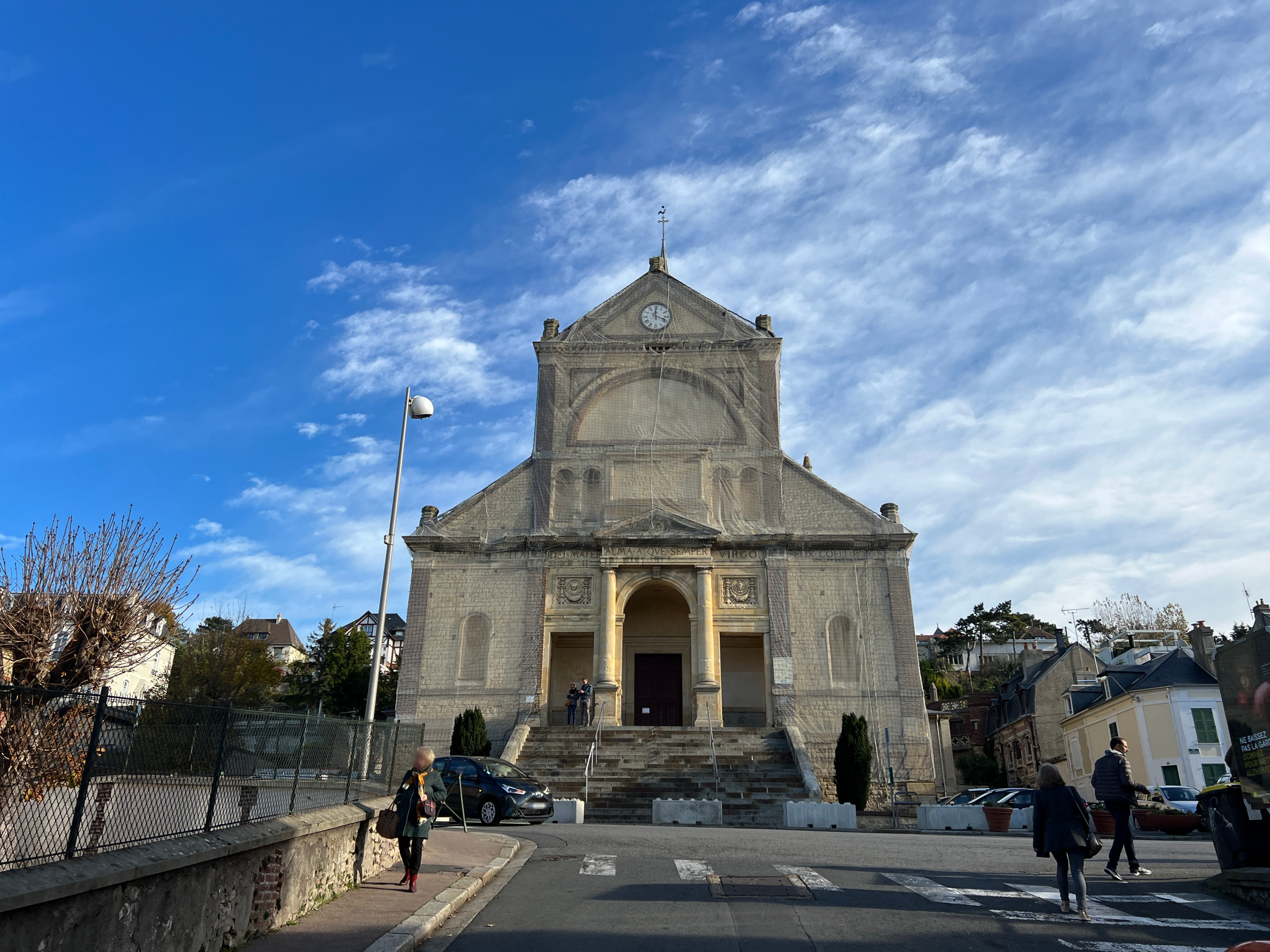
Vue de l'église en 2021
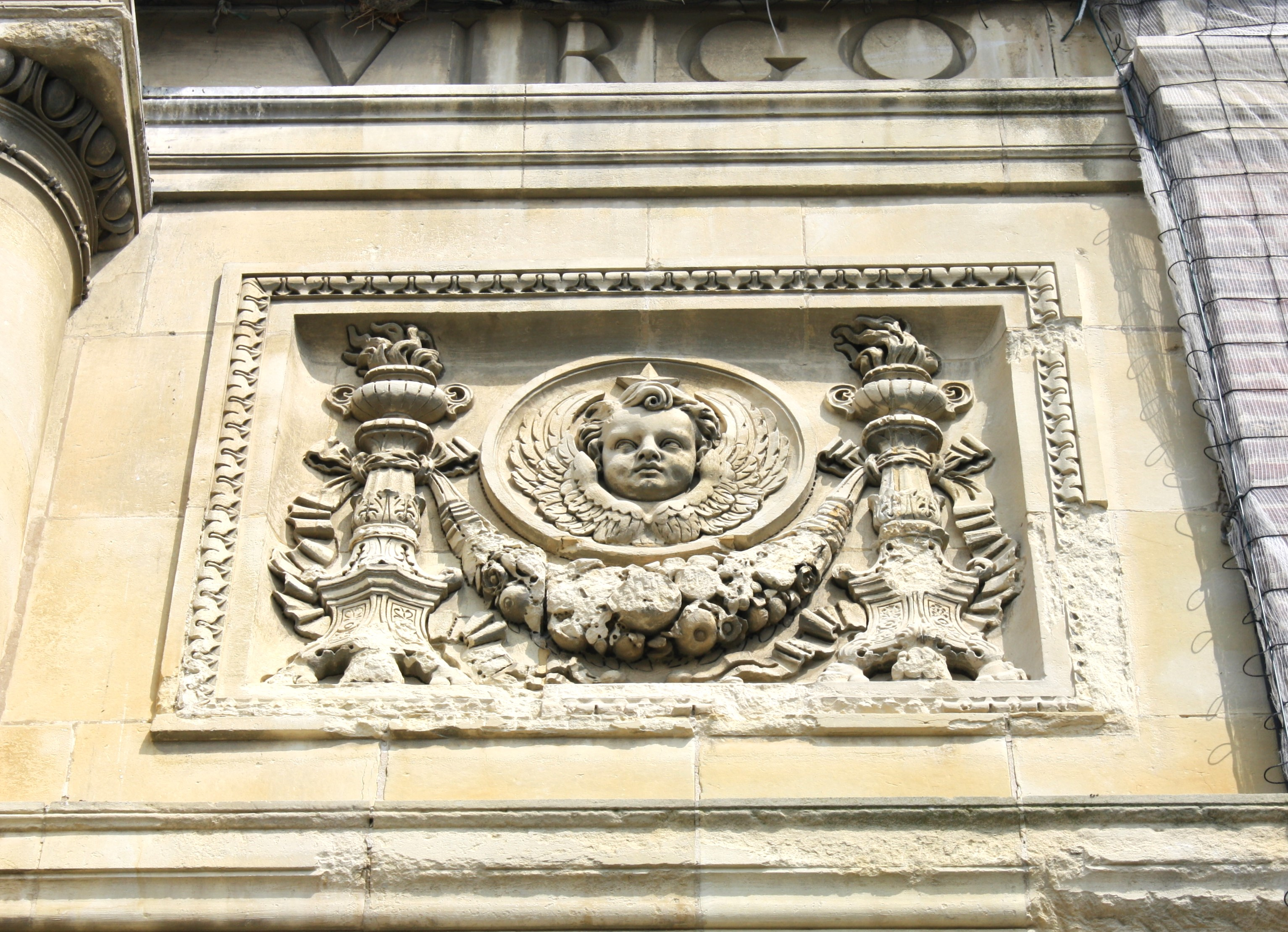
Détail d'un décor sur la façade
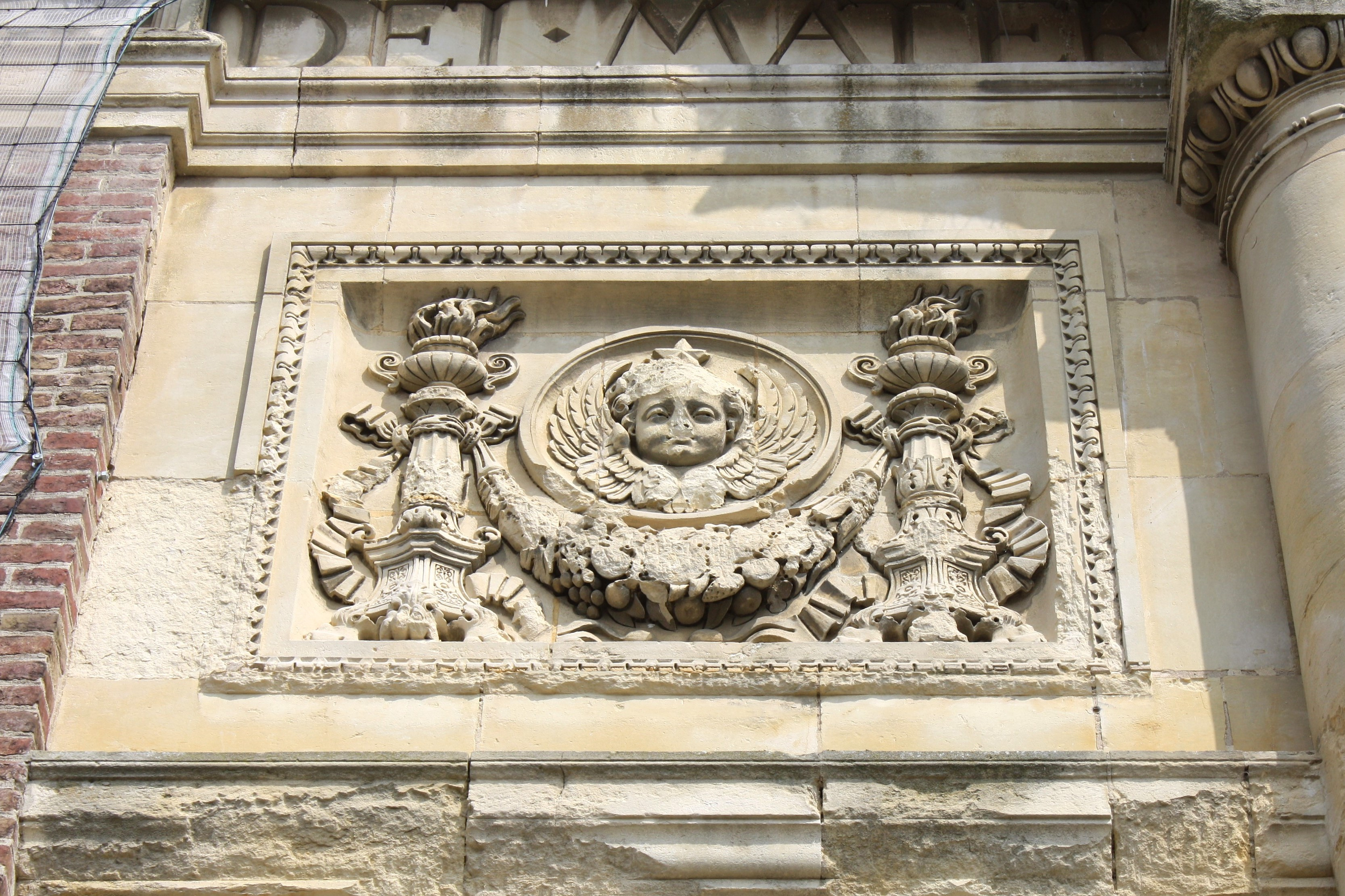
Détail d'un décor sur la façade
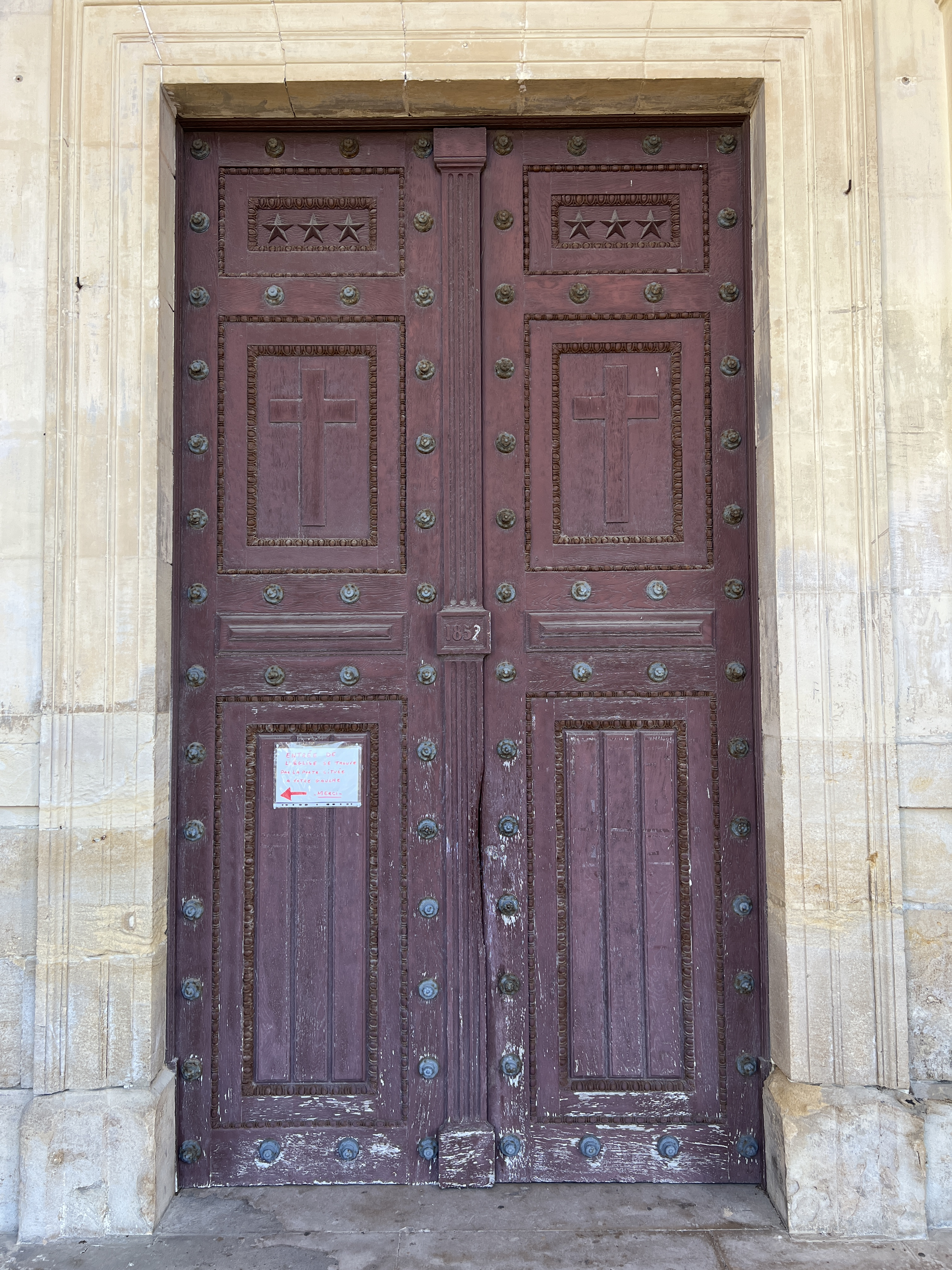
Porte d'entrée